# François Ndong
François Ndong, né le 1906 et mort le 18 novembre 1989, est un prélat gabonais, évêque du diocèse d'Oyem (de).

## Biographie
Le 15 novembre 1960, le pape Jean XXIII le nomma évêque titulaire de Raphanée (de) et évêque auxiliaire de Libreville.